# Công chức
Công chức theo nghĩa chung là nhân viên trong cơ quan nhà nước, đó là những người được tuyển dụng, bổ nhiệm vào các chức danh trong các cơ quan nhà nước (trong đó tập trung vào các cơ quan hành chính) để thực thi hoạt động công vụ và được hưởng lương và các khoản thu nhập từ ngân sách nhà nước. Công chức của một quốc gia thường là công dân, người có quốc tịch của nước sở tại và thường nằm trong biên chế. Phạm vi làm việc của công chức là các cơ quan nhà nước, tuy nhiên pháp luật nhiều nước quy định công chức có thể làm việc không chỉ trong cơ quan nhà nước.

## Lịch sử

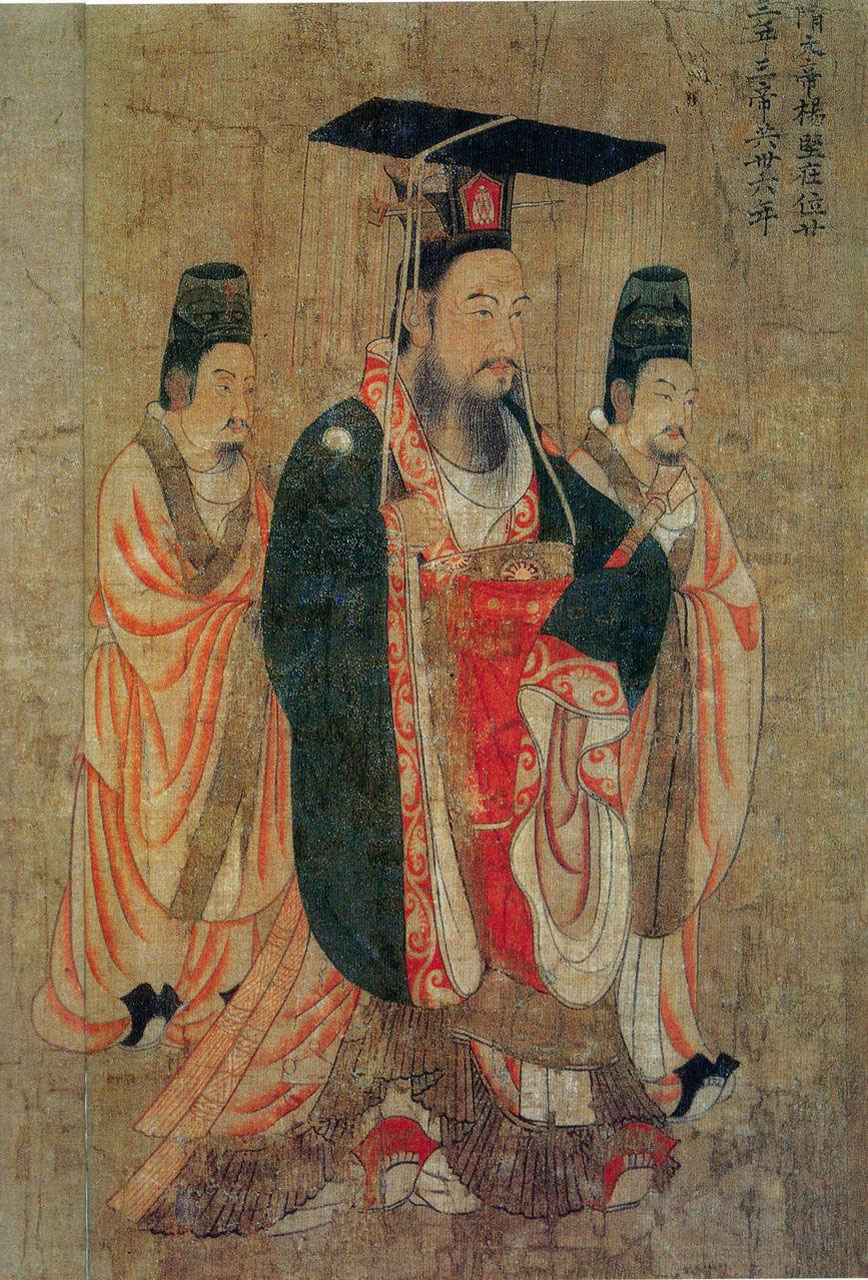
Tùy Văn Đế (581–604) là vị vua đầu tiên chú trọng xốc lại về thể chế tổ chức của bộ máy công vụ trong thời kỳ Phong Kiến ở Trung Quốc

Công chức và công vụ có lịch sử khá lâu dài, đội ngũ công chức manh nha hình thành từ thời kỳ phong kiến tại Trung Quốc nó bắt đầu bằng các học thuyết về tổ chức nhà nước và nên Nho giáo của Khổng Tử và được áp dụng chặt chẽ hơn, nâng lên thành thiết chế dưới thời của Hán Vũ Đế thuộc triều Hán vào khoảng thế kỷ thứ III Công nguyên (206- 220 CN) thời này với học thuyết Nho giáo thịnh hành, tổ chức chính quyền của Trung Hoa phong kiến đã chia thành 06 bộ (Lục bộ) như Bộ binh, Bộ hình, Bộ lại, Bộ lễ, Bộ công, Bộ hộ và mô hình này ảnh hưởng đến nhiều nước như Việt Nam, Triều Tiên, Nhật Bản.
Đến thế kỷ thứ XVI thì hệ thống công chức bắt đầu hình thành và phát triển ở châu Âu phong kiến. Tuy nhiên thuật ngữ công chức chính thức được ra đời tại nước Anh trong thế kỷ XIX (năm 1847)

## Trên thế giới
Tại Hoa Kỳ, nước này đảm bảo được chất lượng công chức ngay từ đầu vào bằng việc thực hiện sự minh bạch, nghiêm ngặt trong khâu tuyển dụng công chức. Nước này áp dụng cả hai hình thức tuyển dụng tập trung và phi tập trung còn phương pháp tuyển dụng cũng rất đa dạng tùy vào từng cấp chính quyền linh hoạt để chọn ra những người tài giỏi đầy đủ phẩm chất chuyên môn.  Từ những năm 1980 trở về trước, các ứng viên công chức chỉ phải trải qua một kỳ thi chung (kỳ thi Hành chính sự nghiệp) như sau đó chính phủ Mỹ quan tâm đến việc tuyển dụng phi tập trung, tạo điều kiện cho các cơ quan tổ chức tuyển dụng theo nhu cầu của cơ quan, đơn vị mình.
Ở Singapore thì nền công vụ nước này luôn đặt chất lượng phục vụ, hiệu quả, hiệu lực cao luôn cải tiến. Nước này có quan niệm công chức là chìa khóa thành công nên luôn coi trọng yếu tố con người, trọng dụng nhân tài. Theo một số liệu thống kê năm 2010 thì nước này có hơn 114.500 người làm việc trong lĩnh vực công và chiếm khoảng 5,23% tổng số lao động. Chính phủ nước này quan tâm chi trả lương cao cho đội ngũ công chức, mức lương công chức nước này nhận được cao hàng đầu thế giới.
Trung Quốc cũng chú trọng nâng cao trình độ chính trị, phẩm chất, năng lực chuyên môn cho đội ngũ công chức và coi đây là một phần trong chiến lược thực hiện và đẩy nhanh quá trình cải cách hệ thống công vụ. Để làm được công chức và được tuyển dụng, các ứng viên tham dự phải trải qua một kỳ thi tương đối khó khăn, khắc nghiệt.
Ở Nhật Bản, hình ảnh các công chức Nhật Bản là một trong những biểu tượng nổi bật của đất nước này kể từ thời hậu chiến. Công chức Nhật có tác phong làm việc tập trung và thái độ làm việc vô cùng nghiêm túc tạo hiệu quả, hiệu suất cao khiến cho họ được đề cao so với thế giới. Đặc biệt là khi họ được tuyển dụng là công chức thì họ có ý thức trở nên mẫn cán, sống động và sẵn sàng đảm nhận nhiệm vụ được giao.
Cộng hòa dân chủ nhân dân Lào cũng mong muốn và có kế hoạch xây dựng và phát triển đội ngũ công chức đặc biệt là vấn đề quản lý đội ngũ cán bộ công chức, Chính phủ Lào cũng đã có những hợp tác với Chính phủ Việt Nam về nội dung đẩy mạnh hợp tác quản lý công chức Lào và cùng với Việt Nam tiếp tục tăng cường trao đổi về quản lý cán bộ công chức, cải cách hành chính thông qua việc trao đổi về công tác chuyên môn nghiệp vụ, thực hiện Luật Cán bộ, công chức, viên chức, hoạt động công vụ.

## Việt Nam
Luật Cán bộ, công chức Việt Nam năm 2008 có quy định rằng: Công chức là công dân Việt Nam, được tuyển dụng, bổ nhiệm vào ngạch, chức vụ, chức danh trong cơ quan gồm:
- Đảng Cộng sản Việt Nam
- Cơ quan Nhà nước
- Tổ chức chính trị – xã hội ở trung ương, cấp tỉnh, cấp huyện
- Cơ quan, đơn vị thuộc Quân đội nhân dân Việt Nam mà không phải là sĩ quan, quân nhân chuyên nghiệp, công nhân quốc phòng
- Cơ quan, đơn vị thuộc Công an nhân dân Việt Nam mà không phải là sĩ quan, hạ sĩ quan chuyên nghiệp
- Trong bộ máy lãnh đạo, quản lý của đơn vị sự nghiệp công lập của Đảng Cộng sản Việt Nam
- Trong bộ máy lãnh đạo, quản lý của đơn vị sự nghiệp công lập của Nhà nước
- Trong bộ máy lãnh đạo, quản lý của đơn vị sự nghiệp công lập của Nhà nước tổ chức chính trị – xã hội được hưởng lương từ ngân sách.[11]

Phân biệt với viên chức, ở Việt Nam do quy định pháp luật có khái niệm công chức và viên chức nên việc phân biệt chúng được thực hiện theo một số đặc điểm như sau:
- Công chức được tuyển dụng, bổ nhiệm trong khi đó Viên chức thường được tuyển dụng.
- Công chức phân thành các ngạch. Viên chức: không phân thành ngạch.
- Viên chức làm việc trong các đơn vị sự nghiệp công lập (đơn vị sự nghiệp có thu) còn công chức làm việc trong các cơ quan không chỉ là công lập.
- Công chức làm việc theo biên chế trong khi viên chức theo hợp đồng làm việc.
- Công chức hưởng lương từ ngân sách Nhà nước hoặc từ quỹ lương của đơn vị sự nghiệp công lập trong khi viên chức thì hưởng lương chủ yếu từ quỹ lương của đơn vị sự nghiệp công lập.